# Command & Conquer 3: Kane's Wrath
Command & Conquer 3: Kane's Wrath là bản mở rộng của Command & Conquer 3: Tiberium Wars. Phát triển bởi EA Los Angeles và BreakAway Games, nó đã được phát hành vào ngày 24 tháng 3 năm 2008 tại Hoa Kỳ và 28 tháng 3 cùng năm tại châu Âu bởi nhà xuất bản Electronic Arts  và cũng được phát hành vào ngày 24 tháng 6 cho Xbox 360.

## Lối chơi

### Chế độ Global Conquest (PC)
Kane's Wrath có một chế độ kiểu "Risk-like" gọi là Global Conquest ("chinh phục toàn cầu"), trong đó người chơi xây dựng và kiểm soát lực lượng của họ với chiến thuật, cấp độ toàn cầu với mục tiêu tiêu diệt tất cả kẻ thù hoặc hoàn thành thắng lợi mục tiêu của bên mình. Thay vì có lối chơi RTS truyền thống của Command & Conquer, chế độ này sử dụng một hệ thống theo lược mà người chơi ra các mệnh lệnh chẳng hạn như "xây dựng một căn cứ ở đây" (để máy tính tự động xây dựng một căn cứ với công trình định trước) hoặc "nâng cấp căn cứ này" (để máy tính tự động thực hiện nâng cấp nhiều công trình cùng một lúc); các mệnh lệnh đuọc thực hiện ở cuối một lượt chơi, và các bên khác sau đó nhận được lược chơi của họ. Chiến đấu trong chế độ này xảy ra bất cứ khi nào hai lực lượng đối lập va chạm trên bản đồ thế giới; trận chiến có thể được chơi theo lối truyền thống (như là một trò chơi C&C tiêu chuẩn) hoặc tự động được giải quyết bằng máy tính sử dụng sức mạnh của chúng .

### Chế độ Kane's Challenge (Xbox 360)
Kane's Challenge là độc quyền cho phiên bản Xbox 360 của Kane's Wrath, thay thế Global Conquest. Tương tự như General's Challenge trong Command & Conquer: Generals – Zero Hour, người chơi chọn một trong 9 phe phái, và được đọ sức với tất cả quân đội trong mười thách thức kéo dài, gọi tắt là "The Gauntlet" trong trò chơi. Cũng bao gồm trong chế độ này là tất cả các đoạn video mới, độ nét cao có tính năng Kane chúc mừng hay trêu chọc người chơi khi họ tiến bộ trong Kane's Challenge.

### Chế độ Campaign (chiến dịch)
Ngoài chế độ Global Conquest, Kane's Wrath chỉ có chiến dịch của Brotherhood of Nod với 13 nhiệm vụ dài, kéo dài từ cuối Tiberian Sun: Firestorm đến Command & Conquer 3 và xa hơn nữa. Chế độ này được chia thành 3 phần tuyến tính nói lên câu chuyện của Kane; Act 1 diễn ra giữa Tiberian Sun: Firestorm và Command & Conquer 3; trong quá trình hành động này, người chơi nhận trực tiếp từ Kane và có vai trò như một tướng Nod có thể lấy lại sức mạnh của Brotherhood. Người chơi làm điều này bằng cách dấy lên một sự hận thù đối với GDI tại Rio de Janero (nhiệm vụ 1). Tuần tự người chơi đi tới nước Úc, nơi người chơi phải lấy lại công nghệ tàng hình Stealth của Nod từ GDI Steel Talons (nhiệm vụ 2), sau đó phải "thuyết phục" nhà lãnh đạo Black Hand là Brother Marcion gia nhập lại Nod dưới sự lãnh đạo của Kane (nhiệm vụ 3). Act 2 diễn ra một cách riêng biệt, nhưng là trong các sự kiện của Command & Conquer 3 nhằm giúp người chơi hiểu thêm về lý do tại sao và làm thế nào câu chuyện phát triển trong C&C3: Tiberium Wars. Ngoài ra, người chơi không còn là tướng Nod và bắt đầu như một trí tuệ nhân tạo (AI) được tạo ra bởi Kane. Người chơi được gọi là LEGION và được bắt nguồn từ CABAL, nhưng có vẻ mạnh mẽ hơn và kết nối trực tiếp đến Tacitus. Act 3 cho thấy một bản xem trước của câu chuyện diễn ra sau Command & Conquer 3. Toàn bộ chế độ Campaign là chơi phe Nod tiếp tục từ quan điểm của AI LEGION, đại diện cho người chơi. Nó dẫn đến việc làm thế nào Kane bí mật xây dựng một đội quân người máy, mang biểu ngữ "Marked of Kane". Trong nhiệm vụ cuối cùng người chơi sẽ sử dụng các đội quân người máy này để phục hồi Tacitus, và những gì sẽ hoàn thành bạn, hệ thống AI LEGION, và đánh dấu sự kết thúc của C & C3 Kane's Wrath.

### Phe phái nhỏ (Sub-factions)
Mỗi một trong ba phe phái đặc trưng của Command & Conquer 3: Tiberium Wars (Global Defense Initiative, Brotherhood of Nod và Scrin) đã nhận được thêm hai "phe nhỏ" ("sub-factions") trong Kane's Wrath, một khái niệm trò chơi trước đây được sử dụng trong Command & Conquer: Red Alert, Command & Conquer: Red Alert 2 và Generals - Zero Hour. Mỗi phe phái nhỏ có các đơn vị, nâng cấp và sức mạnh hỗ trợ đặc trưng, và được thiết kế để phục vụ cho nhiều phong cách chuyên môn của trò chơi chiến thuật thời gian thực . Hệ thống phe phụ này mang đến tổng số bên chơi được trong Command & Conquer 3 từ 3 lên 9 . Ngoài ra, ba phe phái chính nhận được một số đơn vị và nâng cấp mới.

#### Global Defense Initiative

##### Thay đổi tổng quan
Một đơn vị chống không quân mới của GDI gọi là Slingshot là có sẵn cho cả ba phe GDI, nó là một phương tiện di chuyển nhanh chóng giống như MLRS Hover từ Second Tiberium War, có khả năng gây thiệt hại lớn cho bất kì loại máy bay nào nhưng lại yếu khi chống lại các đơn vị mặt đất. GDI cũng có một loại máy bay mới, Hammerhead được trang bị súng máy chống bộ binh và có khả năng chở một đội hình bộ binh GDI là những người có thể bắn ra từ bên trong Hammerhead. GDI cũng đã phát triển công nghệ âm thanh của mình vào Shatterer-một loại xe bọc thép di chuyển nhẹ nhàng với một loại vũ khí tương tự như Sonic Emitter-tuy nhiên, chiếc xe này không có sẵn cho Steel Talons. Một số nâng cấp mới cũng có sẵn cho GDI: AP Ammo làm tăng sức mạnh tấn công của Riflemen Squads, Watchtowers, Hammerheads, APC và Wolverine của Steel Talon; Tungsten AA Ammunition làm tăng sức mạnh tấn công của bệ pháo phòng không và Slingshot và Hardpoints có thể được dùng để tăng dung lượng đạn của Orcas và Firehawks; cuối cùng, việc nâng cấp railgun cho Tanks Predator và Mammoth là bây giờ cũng áp dụng cho GDI Canon.

##### Steel Talon
Một tiểu đoàn hậu Second Tiberium War, Steel Talons là lực lượng đặc nhiệm chuyên kiểm tra công nghệ tiên tiến hiện trường cho GDI, trước khi chính sách trong tương lai của GDI là cho về hưu phần lớn kho vũ khí của Second Tiberium War. Điều này khiến cho phe phụ này sở hữu Wolverine và Titan từ Command & Conquer: Tiberian Sun . Titan được dùng để thay thế Predator Tank và có một vai trò tương tự, mặc dù nó mạnh mẽ hơn và có thể đè bẹp xe tăng nhỏ hơn so với chính nó và có thể sử dụng nâng cấp railgun. Wolverine là đơn vị cơ khí di chuyển nhanh chóng có khả năng gây sát thương lớn cho bộ binh đối phương, và có thể nâng cấp với AP Ammo. Steel Talon có một phiên bản sửa đổi của Juggernaut, được gọi là Behemoth với một hầm chứa mà trong đó có một tiểu đội bộ binh Steel Talon có thể đồn trú bên trong và có thể bắn ra bên ngoài để bảo vệ Behemoth: tuy nhiên, Behemoth không thể sử dụng chiến thuật "bắn phá" tầm xa của Juggernaut kết hợp với Sniper Team, vì Sniper Team không có sẵn cho Steel Talon. Công nghệ sonic của kỷ nguyên Tiberium War- Emitter Sonic và Shatterer-không có sẵn cho Steel Talon mà thay vào đó việc nâng cấp Railgun cho Titans và Mammoth Tank được áp dụng cho Steel Talon Guardian Cannon. Nâng cấp nhỏ cho các đơn vị tiêu chuẩn cũng có sẵn: Engineer được chuyển thành Combat Engineer trang bị súng lục, và xe khai khác của Steel Talon có một hầm chứa một bộ binh thay vì súng máy hạng nhẹ; APC được thay thế bởi Mobile Repair Transport với một robot để sửa chữa xe trên chiến trường và nó cũng có một hầm chứa, nơi một tiểu đội bộ binh Steel Talon đồn trú bên trong và có thể bắn ra bên ngoài để bảo vệ Mobile Repair Transport. Ngoài ra, Steel Talon Titan và Mammoth Tank có thể được nâng cấp với Adaptive armour. Để cân bằng sức mạnh tuyệt đối của phe này, Steel Talon không thể xây dựng Armories, hạn chế bộ binh của họ chỉ có Riflemen Squads, Rocket Squads, Grenadier Squads and và Combat Engineer .

##### ZOCOM
Viết tắt của "Zone Operations Command", ZOCOM là một đơn vị tinh nhuệ được thành lập sau Second Tiberium War gồm các cựu chiến binh, lính công nghệ cao của GDI, những người đã được trang bị đặc biệt để giải quyết các khu vực rộng lớn bị Tiberium phá hoại và để bắt đầu khai hoang các khu vực Red Zone của Trái đất. Đơn vị của ZOCOM phục vụ cho công nghệ liên quan đến vũ khí sonic tiên tiến, áo giáp đặc biệt chống Tiberium cũng như đàn áp. Phe phụ này của GDI thay thế Zone Troopers với Zone Raiders , đơn vị bộ binh mặc giáp mạnh hơn được trang bị tên lửa phòng không và tên lửa chống tăng. Orca Gunship của họ sử dụng vũ khí sonic thay vì tên lửa không đối đất, và ZOCOM cũng nhận được hóa thân mạnh nhất của công nghệ sonic của GDI là đơn vị "Shatterer". Xe khai khác tiêu chuẩn được thay thế bằng Harvester Rocket và bộ binh cấp thấp của họ thay áo giáp thông thường bằng loại "Tiberium field suits" mạnh và "phù hợp với các bãi Tiberium", làm tăng giáp của đội bộ binh ZOCOM khiến cho họ có khả năng chống các cuộc tấn công dựa trên Tiberium, và khiến họ miễn nhiễm với ảnh hưởng của bức xạ Tiberium trên chiến trường. Tuy nhiên phe phụ này không có bất kỳ tiếp cận nào với công nghệ railgun và không thể sản xuất Juggernaut.

#### Brotherhood of Nod

##### Thay đổi tổng quan
Một đơn vị pháo binh Nod mới gọi là Specter là có sẵn, giống như xe pháo Nod từ Second Tiberium War, mặc dù nó nhanh hơn và có khả năng tàng hình;nó cũng có khả năng bắn phá gần một đèn hiệu được thả xuống bởi Shadow Team. Một loại xe mới được triển khai cho phe này gọi là Reckoner, một chiếc xe vận tải tốc độ nhanh có thể chứa được 2 đơn vị bộ binh và mặc dù hành khách của nó không thể tấn công các mục tiêu bên ngoài Reckoner và chính nó cũng không có vũ khí nhưng Reckoner có thể triển khai thành một hầm chứa bộ binh hạng nặng và khi đó, nó không thể di chuyển một lần nữa, nhưng lại có thêm chỗ chứa cho 1 bộ binh và không thể bị phá bằng chất nổ cũng như các đơn vị có khả năng diệt lính trong công trình tấn công. Một công trình mới được gọi là Voice of Kane có sẵn, một bức tượng truyền tải lời nói khiến đơn vị bộ binh gần đó nhận được cảm hứng trong chiến trận, tăng sức tấn công và chỉ có một Voice of Kane có thể được triển khai tại một thời điểm. Các nâng cấp mới cho họ bao gồm: Tiberium Core Missiles làm tăng sức tấn công của SAM Turrets, Attack Bikes, Stealth Tanks, và Black Hand Mantis; Quad Turret sẽ cải thiện tất cả các công trình phòng thủ ba-tháp pháo bằng cách thêm một tháp thứ tư; Disruption Pods dùng cho Vertigo Bombers sẽ cho phép họ thả một quả bom có thể tạo sự tàng hình mà sẽ kéo dài trong một khoảng thời gian và cuối cùng, việc nâng cấp Laser Capacitor giờ cũng áp dụng cho Turret Laser (tuy nhiên chỉ dành cho Nod gốc). Ngoài ra Nod (và chỉ Nod) có một sức mạnh hỗ trợ mới mà khi kích hoạt có thể phục sinh lại bất kỳ Nod Militants bị giết trong thời gian đó thành "Awakened Cyborgs" của phe phụ Marked of Kane. Nod Militants cũng đã được chỉnh sửa để trông giống như Nod Light Infantry từ Tiberian Sun nhưng sự thay đổi hoàn toàn mang tính thẩm mỹ và không ảnh hưởng đến lối chơi. 

##### Black Hand
Black Hand một đơn vị chiến binh linh mục đáng sợ nằm trong Brotherhood of Nod . Bộ binh tiêu chuẩn của Black Hand là "Confessor Cabal"; một đội hình của sáu đơn vị Confessor trang bị lựu đạn gây ảo giác cũng như súng liên thanh chống bộ binh có thể được nâng cấp với "Charged Particle Beams" để tăng cường hỏa lực của họ (Charged Particle Beams cũng được áp dụng để cho Shredder Turret gia tăng hỏa lực). Confessor Cabal cũng cung cấp cho bộ binh đồng minh khác gần đó tăng tốc độ bắn, độ bền của họ trên chiến trường và nó làm cho họ có khả năng chống lại hầu như bất kỳ kiểu đàn áp nào. Tất cả các lính của Black Hand đi kèm với tình trạng cựu chiến binh (veteran) theo mặc định, và Commando bắt đầu ra ở cấp bậc anh hùng (heroic), nhưng lại chỉ có thể huấn luyện 2 người tại một thời điểm nhất định và không có khả năng tàng hình. "Black Disciples" nâng cấp thêm một lính Black Hand cho tất cả các Confessor và Militant Rocket Squads, tương tự như cách Confessor được thêm vào Militants của Tiberium Wars. Black Hand warmechs, một mô hình trước đây của warmech Avatar, được gọi là "Purifiers" thì được tự động trang bị súng phun lửa, nhưng vẫn không thể tiếp tục nâng cấp. Tất cả vũ khí phun lửa của phe phụ này, dù là trên bộ binh hoặc xe, có thể được nâng cấp với Purifying Flame để gây thiệt hại nhiều hơn với tất cả các mục tiêu mặt đất. Đổi lại cho khả năng tấn công và phá hoại này thì Black Hand không có các đơn vị tàng hình và không quân-bao gồm cả khả năng Call for Transport và Laser Capacitor cũng không có sẵn cho họ. Do Stealth Tank và Venom không có sẵn, một chiếc xe mới được gọi là "Mantis" phục vụ như một phương tiện phòng không chuyên biệt cho phe này-nó rất mạnh mẽ chống lại máy bay, và cũng có thể phát hiện đơn vị tàng hình, mặc dù nó không thể tấn công các mục tiêu trên mặt đất. Đơn vị pháo binh mới Specter vẫn có sẵn cho Black Hand, nhưng không có khả năng tàng hình .

##### Marked of Kane
Một phe phụ cực kì hung hãn và là hình ảnh thu nhỏ cả phương pháp tàng hình và sự phụ thuộc vào công nghệ điều khiển học tiên tiến với công nghệ và vũ khí dựa trên Tiberium của phe Brotherhood of Nod. Marked of Kane thay thế Militia Squads của Tiberium Wars với "Awakened"; đơn vị bộ binh hạng nặng có khả năng tàn phá bộ binh đối phương và có sẵn với khả năng bẩm sinh để vô hiệu hóa xe thông qua sóng điện từ EMP. "Enlightened" của họ được so sánh với GDI Zone Troopers, và được vũ trang với chùm hạt và tia EMP với bán kính lớn hơn, ngay cả so với Awakened. Lính phun lửa Black Hand được thay thế bởi "Tiberium Troopers" có khả năng gây sát thương qua thời gian, dọn công trình được đồn trú bởi dối phương và làm chậm tốc độ chuyển động của các mục tiêu của họ. Tiberium Troopers gây thiệt hại ít hơn so với quân xung kích của Black Hand, nhưng có tầm bắn xa hơn. Enlightened, cùng của Saboteur của phe này và Tiberium Troopers, có thể được nâng cấp với những cải tiến điều khiển học để làm tăng thêm tỷ lệ chuyển động của họ. Ngoài ra, Awakened có thể được nâng cấp với Supercharged Particle Beams vốn được áp dụng cho Shredder Turrets và Venom. Marked of Kane cũng nhận được mìn từ tính có khả ngăn từ từ phá hủy xe (trừ khi được gỡ bỏ bởi người máy sửa chữa).

#### Scrin

##### Reaper-17
Chủ đề là "cú sốc" lớn của phe Scrin, Reaper-17 sở hữu các đơn vị mặt đất mạnh mẽ và hiệu quả. Khả năng trên mặt đất nâng cao của phe phụ này dẫn đến sự thiếu của đơn vị Mastermind và không quân, trừ Storm Riders và Drone Ships. Walker Gun được nâng cấp và đổi tên thành "Shard Walker", trong khi Tripod đã được nâng cấp thành "Reaper Tripod", trong đó chuyển đổi Tiberium thành thiệt hại phụ trong cùng một cách mà Devourer Tank có thể làm. Một nâng cấp là "Conversion Reserves", cho phép Reaper Tripods và Devourer Tanks hấp thu Tiberium nhiều hơn. Họ cũng nhận được một nâng cấp cho phép Shard Walkers và Ravagers để bắn tinh thể Tiberium màu xanh để tăng thêm sát thương. Xe khai khác của Reaper-17 đi kèm với lá chắn của riêng, tương tự những gì được thêm vào cho Tripods. Reaper-17 cũng có một công trình mới được gọi là "Growth Stimulator", có chức năng như một Growth Accelerator giúp tăng tốc độ thu thập như một Spike Tiberium. Việc thiếu Mastermind có nghĩa là Reaper-17 không thể nâng cấp Hexapod của hớ với khả năng dịch chuyển .

##### Traveler-59
Đối ngược lại với Reaper-17, Traveler-59 tập trung vào khả năng dịch chuyển, tốc độ và kiểm soát tâm trí. Đơn vị bộ binh mới của họ là "Cultist", cũng như một đơn vị đơn vị của Mastermind được gọi là "Prodigy". Cultists không có khả năng tấn công, nhưng có thể kiểm soát các đơn vị giống như Mastermind mà không có giới hạn, nhưng không thể kiểm soát đơn vị không quân và các đơn vị anh hùng hoặc công trình. Prodigy có khả năng kiểm soát tâm trí trên diện rộng nên hiệu lực hơn hẳn khả năng của Mastermind. Tuy nhiên, Shock Troop bị mất khả năng nhảy của họ và Traveler-59 không nhận được đơn vị Devourer Tank hoặc lá chắn, tuy nhiên họ có được nâng cấp gọi là "Advanced Articulators" giúp các đơn vị bộ binh tăng tốc độ di chuyển một cách đáng kể và "Traveler Engines" tăng tốc độ di chuyển của các đơn vị không quân hạng nặng của Traveler. Đơn vị không quân của Traveler rẻ hơn so với hai phe phái còn lại của Scrin .

## Cốt truyện
Trong Act 1 của chiến dịch (thiết lập ngay sau kết thúc của Tiberian Sun), Kane vào một hầm chứa sâu trong lớp vỏ Trái Đất để chữa lành các tổn thương được che dưới cái mặt nạ của ông. Ông chỉ thị người chơi bắt đầu cuộc nổi dậy ở Rio (Rio Insurrection) bằng cách loại bõ sự hiện diện của GDI trong khu vực. Sau khi người chơi thành công, Kane thông báo cho người chơi về kế hoạch của ông để thống nhất các phe phái ly khai của Nod. Kể từ khi ông không thể lộ mình với thế giới, ông chọn Brother Marcion, lãnh đạo mới của "Black Hand" để truyền đạt ý chí của Kane cho Brotherhood. Người chơi sau đó sẽ dụ Marcion ra và bắt giữ. Đưa đi gặp Kane, Marcion quay trở lại Brotherhood khi Kane tiết lộ mình với ông ta, và loại bỏ mặt nạ của mình, cho thấy khuôn mặt không sẹo. Kane sau đó ra lệnh người chơi phá hủy một cơ sở Tiberium lỏng ở vùng hẻo lánh của Úc như là "một hành động lớn" để các phe phái li khai còn lại gia nhập.
Trong Act 2 (đặt trước và trong các sự kiện của Tiberium Wars), Kane bắt đầu trình bày phương án phá hủy GDSS Philadelphia, chỉ huy người chơi, LEGION để đánh cắp các kế hoạch của mạng lưới Ion Cannon. Vì sự hủy diệt của Philadelphia sẽ loại bỏ hầu hết các lãnh đạo của GDI, Kane dự đoán rằng Redmond Boyle sẽ trở thành con tốt của ông và trở thành Giám đốc của GDI, để kích động trong tương lai vụ nổ chất lỏng Tiberium. Người chơi cũng được ra lệnh bắt giữ Tiến sĩ Alphonse Giraud từ cơ sở nghiên cứu của ông, giải thích sự biến mất của ông này trong chiến dịch GDI của C&C3. Sau đó, Nữ tu viện trưởng Alexa Kovacs đã đưa ra quan điểm cho rằng Tướng Kilian Qatar là một kẻ phản bội Kane, và lên kế hoạch làm mất uy tín của Qatar bằng cách tấn công đền Temple Prime trong vỏ bọc của Quatar, sau đó rò rỉ công nghệ Ion Disruptor cho GDI, khiến Qatar bị xử tử theo mệnh lệnh của Kane. Cô tiết lộ nỗi sợ hãi và nghi ngờ của cô về LEGION, và về LEGION kết nối với Tacitus trong một đoạn phim cắt cảnh trước một nhiệm vụ và cũng nói với người chơi (LEGION) là người máy của CABAL sát hại gia đình cô, và lo lắng là LEGION dựa trên cùng một công nghệ đã tạo ra và chạy CABAL. Sau khi Tacitus được đảm bảo trong một nhiệm vụ, Alexa vì đau khổ đã mất đi sự lạnh lùng của cô và làm nhiễm vào lõi hệ thống của LEGION với một virus máy tính mạnh mẽ, trong khi la hét: "Ta không thể cho phép ngươi kết nối với Tacitus! Ta sẽ không cho phép ngươi mở ra thời đại của máy móc. Ta sẽ không là nô lệ của người! Ta sẽ không!". Virus phá hủy hệ thống của LEGION, và Kane được cảnh báo về sự lây nhiễm của LEGION và Nữ tu viện trưởng Alexa là người đã thực hiện điều đó. Kane cũng phát hiện rằng Alexa tấn công đền Temple Prime trong vỏ bọc của Killian và chính ông đã xử tử Kilian với một tội ác mà cô đã không làm. Alexa cướp một khẩu súng lục từ một trong những vệ sĩ khi cô sắp bị đem đi để thẩm vấn và nhắm vào Kane với nó. Chỉa khẩu súng vào đầu, cô hét lên phương châm của Nod "Hòa bình qua quyền lực" (Peace throught power) và sau đó tự sát bằng cách bắn vào đầu mình, khi mà LEGION bị tắt đi.
Trong Act 3 và cuối cùng, LEGION thức dậy 5 năm sau đó trong giai đoạn hậu Thrid Tberium War, và Kane tập trung vào việc phục hồi Tacitus. GDI đã can thiệp với thiết bị, làm cho nó trở nên rất không ổn định; Kane cần Tacitus cho kế hoạch tổng thể của mình, vì vậy ông ra lệnh người chơi đến đánh thức Marked of Kane, một đôi quân người máy mà chỉ có LEGION có khả năng kiểm soát do liên kết của nó với CABAL. Với sự kích hoạt thành công, Kane sau đó sẽ phái người chơi thu hồi Tacitus từ NORAD của GDI. Sau khi chiếm giữ thành công Tacitus, Kane nối nó với LEGION, và AI sẽ liên kết với kiến thức rộng lớn của vật thể, kết thúc trò chơi như là một câu chuyện cho đến phút cuối cùng vẫn chưa rõ kết cục. Video kết thúc cho thấy một đảo ngược của video giới thiệu chiến dịch của Scrin trong C&C 3, và một tin nhắn ngụ ý rằng Scrin sau đó sẽ cố gắng gửi một lực lượng xâm lược đầy đủ, tương tự như những gì Overlord của Scrin nói vào cuối chiến dịch Scrin trong C&C 3 gốc.

### Diễn viên
- Joseph D. Kucan đóng vai Kane

Kane đã trở lại, và lần này, nhà tiên tri tự xưng là trung tâm của sự chú ý. Nhà lãnh đạo tối cao của Nod tập trung vào đề án mới của mình, chủ yếu liên quan đến các LEGION và Tacitus. 
Ông cũng chủ mưu một số sự kiện trong Tiberium Wars, chẳng hạn như chọn Redmond Boyle là giám đốc hoạt động của GDI. 
- CABAL/LEGION

CABAL, AI của Nod nổi loạn sau Second Tiberium War, lại xuất hiện trong trò chơi với một hình thức mới gọi là LEGION. Kane có kế hoạch sử dụng thiên tài chiến thuật chưa từng có của LEGION và kết nối của nó với Tacitus để đạt được mục tiêu của mình. LEGION được điều khiển bởi người chơi trong cùng một cách như là Tư lệnh GDI/Nod hay Scrin Foreman trong chiến dịch của Tiberium War. Nó cho thấy một khả năng bẩm sinh để kết nối với tín hiệu của Tacitus và giao diện với chính thiết bị.
LEGION được xây dựng bởi Kane dựa trên cơ sở cũ của CABAL, hỗ trợ bởi một trong những trợ lý của ông, Nữ viện trưởng Alexa Kovacs. Theo kết quả của từ nguồn gốc là CABAL, khuôn mặt của CABAL nhấp nháy trên màn hình của LEGION vài lần trong chiến dịch, gây đau khổ cho Alexa. Alexa cho thấy một mối ngờ vực sâu sắc với LEGION vì cha mẹ của cô đã bị giết bởi người máy của CABAL. Trong hành động cuối cùng trước khi bị bắt bởi Kane, cô ấy phá vỡ đường liên kết của LEGION với Tacitus bằng cách tiêu diệt hệ thống lõi của LEGION, và sau đó, khi bị bắt, cướp một khẩu súng từ một trong những vệ sĩ và tự sát với nó. LEGION hồi sinh trong nhiều năm sau đó và nhận được một tín hiệu được truyền từ thiết bị Tacitus mà theo Kane, chỉ có LEGION có thể phát hiện. Kane lệnh LEGION sử dụng còn lại của quân đội người máy CABAL, nay là Marked of Kane, để đòi lại Tacitus từ GDI và LEGION được hiển thị là liên kết với một số lượng lớn các kiến thức từ thiết bị, và trò chơi kết thúc. 
- Carl Lumbly đóng vai Brother Marcion

Một nhân vật mới của Nody. Sau khi Kane được cho là đã chết vào cuối Second Tiberium War, Đặc vụ bí mật của GDI đã thành công trong việc thuyết phục Marcion rằng Kane không phải là nhà tiên tri thật. GDI cũng bí mật sắp xếp vụ ám sát nhà lãnh đạo của Black Hand là Anton Slavik, do đó, Marcion có thể đứng ra thay thế. Cuối cùng LEGIOn đánh bại lực lượng của Marcion và bắt giữ ông ta. Kane tiết lộ mình với Marcion, và đưa Black Hand trở lại Brotherhood.
- Natasha Henstridge đóng vai Kovacs Alexa

Một thành viên khác của Brotherhood of Nod. Natasha Henstridge cho rằng Alexa đang thao túng Kane. Do cha mẹ của Alexa bị giết bởi người máy của CABAL nên thái độ căm ghét của cô với LEGION phát triển từ nhiệm vụ này đến nhiệm vụ khác, cho đến khi cô cuối cùng phản bội Kane và nỗ lực để tiêu diệt LEGION bằng việc lây nhiễm với một virus máy tính, nhưng bị bắt và phải tự sát.

## Nội dung bổ sung
Tất cả các bản sao của trò chơi, bao gồm Command & Conquer 3 Limited Edition cũng bao gồm một mã số hỗ trợ người chơi để tham gia vào phiên bản beta của game Red Alert mới nhất, Red Alert 3, nếu mã được đăng ký trước ngày 15 tháng 9 năm 2008. Phiên bản beta bắt đầu vào tháng 8 cho hầu hết người tham gia mua trò chơi trong các cửa hàng bán lẻ và đăng ký một cách nhanh chóng, phiên bản beta đã được báo cáo là 500.000 bản về ngày 3 tháng 8 năm 2008. 
Một phiên bản phiên bản đặc biệt của Kane's Wrath trong đó bao gồm một chuột máy tính Kane's Wrath Razer DeathAdder đã được phát hành dành riêng cho khách hàng Singapore 
.

## Đánh giá
Bản mở rộng đã nhận được đánh giá thuận lợi, số điểm trung bình 77% trên Metacritic và 78% trên GameRankings.